# Хёрсхольм
Хёрсхольм (дат. Hørsholm) — город в коммуне Хёрсхольм столичного региона (Дания), административный центр коммуны Хёрсхольм.

## История

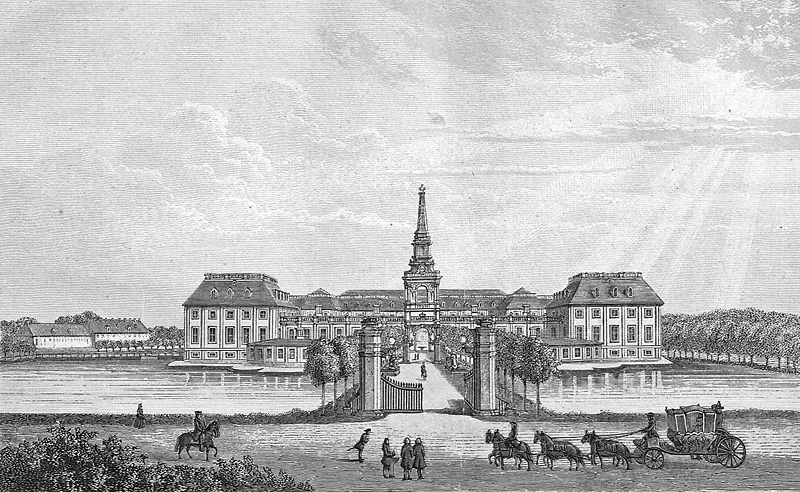
Дворец Хёрсхольм в 1872 году

В 1391 году эта территория стала коронной землёй. В конце XV века король Фредерик II построил здесь небольшой замок, откуда можно было охотиться. Постепенно развилась традиция: правящий король передавал замок Хёрсхольм своей супруге, и та использовала его в качестве своей летней резиденции. В 1993 на кладбище этого города была похоронена известная датская геофизик и сейсмолог Инге Леманн.

## Знаменитые уроженцы
- Грин, Мортен — хоккеист
- Лёвенкранс, Петер — футболист
- Джаспер Кид — композитор
- Кристина Нильсен — автогонщица